# Arctiocossus gaerdesi
Arctiocossus gaerdesi is een vlinder uit de familie houtboorders (Cossidae). De wetenschappelijke naam van deze soort is voor het eerst geldig gepubliceerd in 1956 door Daniel.
De soort komt voor in tropisch Afrika.